# Império do Mali
O Império do Mali (Mandinga: Nyeni ou Niani. Ou também Manden Kurufaba ou historicamente Manden) foi um império pré-colonial africano, da época da Idade Média, existente entre 1235 e 1670, na região de Manden, nos atuais Mali, Serra Leoa, Senegal, Gâmbia, Guiné e sul do Saara Ocidental. Este Império foi um dos mais poderosos da história da humanidade, sendo uma das maiores potências da Idade Média, além de um dos mais ricos em ouro e pedras preciosas. O Império é considerado o mais rico de toda a história africana. Foi fundado por Sundiata Queita, sendo o império mais poderoso do Saara Ocidental durante muitos anos, expandindo a língua mandinga, as leis e costumes de seu povo.
O império começou como um pequeno reino Mandinga na parte superior do rio Níger, centrado em torno da cidade de Niani. Durante os séculos XI e XII, começou a se desenvolver como um império após o declínio do Império do Gana ao norte. Durante esse período, as rotas comerciais mudaram para o sul, para a savana, estimulando o crescimento de estados como o Estado de Bono. A história inicial do Império do Mali (antes do século XIII) não é clara, pois existem relatos conflitantes e imprecisos tanto de cronistas árabes quanto de tradicionalistas orais. Sundiata Queita é o primeiro governante para o qual há informações escritas precisas (por meio de Ibne Caldune). Sundiata Queita foi um príncipe-guerreiro da dinastia Queita que foi chamado para libertar o povo do Mali do domínio do rei do Império do Sosso, Sumanguru Cante, na Batalha de Quirina. A conquista do Sosso em 1235 deu ao Império do Mali acesso às rotas comerciais transaarianas.

## A Segunda Expansão Manden
O povo Manden, também chamado de Mandenka ou Mandingo, é composto por diversos grupos que vivem em várias partes da região sudano-saheliana, desde o Atlântico até o maciço do Air, e se estendendo até as florestas no golfo do Benin. No início do século XII, o território dos Manden era bem menor. No auge do Império de Gana, no final do século XI, três grandes grupos se destacavam: os Soninke ou Sarakolle, fundadores de Gana, que moravam nas províncias de Wagadu, Baxunu e Kaniaga; mais ao sul, na base das montanhas de Kulikoro, estavam os Sosoe ou Sosso, cuja capital era a cidade de Sosoe; e ainda mais ao sul, os Maninka ou Malinké, que viviam na região chamada Mande ou Manden, localizada na bacia do alto Níger, entre Kangaba e Siguiri.
Em busca de ouro, os Soninke foram para longe, rumo ao sul, até a borda da floresta. Acredita-se que a cidade de Djenné – que se destacou no século XV – foi fundada por comerciantes Soninke, muito antes dos árabes chegarem à região. Destacando um pouco como Djenné se desenvolveu. Arqueólogos estudaram o antigo local chamado Djenné-Djeno, e descobriram que a cidade não cresceu por causa do comércio feito pelos árabes nos séculos IX e X. Na verdade, Djenné-Djeno já existia no século III antes de Cristo. As pessoas que moravam lá faziam agricultura, criavam animais e trabalhavam com ferro. Fora do planalto de Bauchi, na Nigéria, Djenné-Djeno é o único lugar na África Ocidental onde sabemos que se fazia metalurgia naquela época.
Depois da queda de Kumbi-Sāleh no final do século XI, entre a conquista da cidade pelos Almorávidas, por volta de 1076, e a vitória de Sundiata em 1235, quando o Mali foi fundado, há poucas informações escritas sobre o Sudão ocidental. A segunda expansão dos Manden aconteceu junto com o surgimento do Mali. Os clãs Maninka partiram do alto Níger, lutaram até o Atlântico a oeste e se estabeleceram na Senegâmbia. No século XIV, os comerciantes Mandenka (Mandingo) levaram o Islã para as terras Haussa e, indo para o sul, chegaram à floresta, onde compravam ouro e nozes-de-cola de povos que ainda não eram muçulmanos. A expansão dos Mandenka foi feita de forma tanto pacífica quanto através de guerras. No território Haussa e em direção ao sul, os comerciantes e líderes religiosos (marabus) lideraram essa expansão. Já na Senegâmbia, a expansão começou com guerras, mas depois os marabus e comerciantes chegaram em grande número. Isso fez com que as províncias ocidentais se tornassem parte do antigo Manden.
O Império Manden começou a enfraquecer no século XV, mas continuou a expandir-se, especialmente para o sul. Os Maninka estabeleceram vários centros comerciais, incluindo um dos mais importantes, Begho, na região dos Bron ou Akan, conhecida por sua riqueza em ouro. Na tradição do Manden, o jovem vencedor de Kirina tinha que criar regras importantes que ainda hoje influenciam como os clãs Mandenka se relacionam entre si e com outros clãs na África ocidental. Ele foi comparado a Alexandre, o Grande, embora muitos dos feitos atribuídos a ele tenham acontecido depois. De maneira geral, foi ele quem estabeleceu as leis e a forma como o Império do Mali era organizado. Sundiata tinha muitos nomes: em soninke era chamado de Maghan Sundiata, que significa "rei Sundiata"; em maninka, era conhecido como Maridiata, ou "senhor Diata" (leão); também era chamado de Nare Maghan Konate, que significa "rei dos Konate, filho de Nare Maghan", e Simbon Salaba, que quer dizer "mestre-caçador de fronte venerável".
Segundo a tradição contada, na Kurukan Fuga, uma planície perto de Kangaba, aconteceu a Grande Assembleia (Gbara). Foi uma reunião importante dos aliados depois da vitória. O valor e a importância dessa constituição foram muito grandes. Primeiro, ela seguiu a estrutura social do Império de Gana, que reconhecia as características únicas de cada região. Além disso, Sundiata organizou o sistema das profissões, fazendo com que elas fossem passadas de pai para filho. Antigamente em Gana, as pessoas escolhiam suas profissões livremente, mas depois disso, os filhos deveriam seguir a profissão dos pais, especialmente se pertencessem a um dos quatro grupos principais de profissões.

## Organização política e territorial
O território do império era dividido em kafus e funcionava mais como uma confederação. Externamente, o império mantinha relações simbólicas assemelhadas à vassalagem europeia com reinos que faziam parte do território que hoje compreende alguns países, como Gana.

#### Cantão
Denominava-se cantão a união de várias comunidades aldeãs em torno de um dugutigui, uma espécie de chefe tradicional.

#### Kafu
A união de vários cantões formava um kafu, que funcionava de maneira similar a uma província. Os kafu detinham ampla autonomia e tinham como autoridade um farin a serviço do Mansa, mas que respeitava os costumes locais. Em seu auge no Século XIV, o império contou com doze kafu.

#### Mansa
A partir do Século XIV, o Império do Mali passou a ser comandado por um Mansa, que exercia seu poder político de maneira semelhante a um patriarca. Por meio de sessões solenes, o Mansa atendia seus súditos pessoalmente, julgando suas disputas e ouvindo suas queixas em relação aos farin.

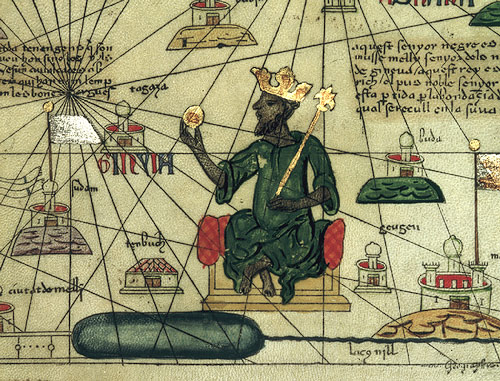
Mansa Mussa retratado numa carta plana,[7] popularmente conhecida como Atlas Catalão. O texto do mapa diz: "Este senhor negro é chamado Muça Mali, senhor dos negros da Guiné. Tão abundante é o ouro que foi achado no seu país que ele é o mais rico e nobre rei em toda a terra".
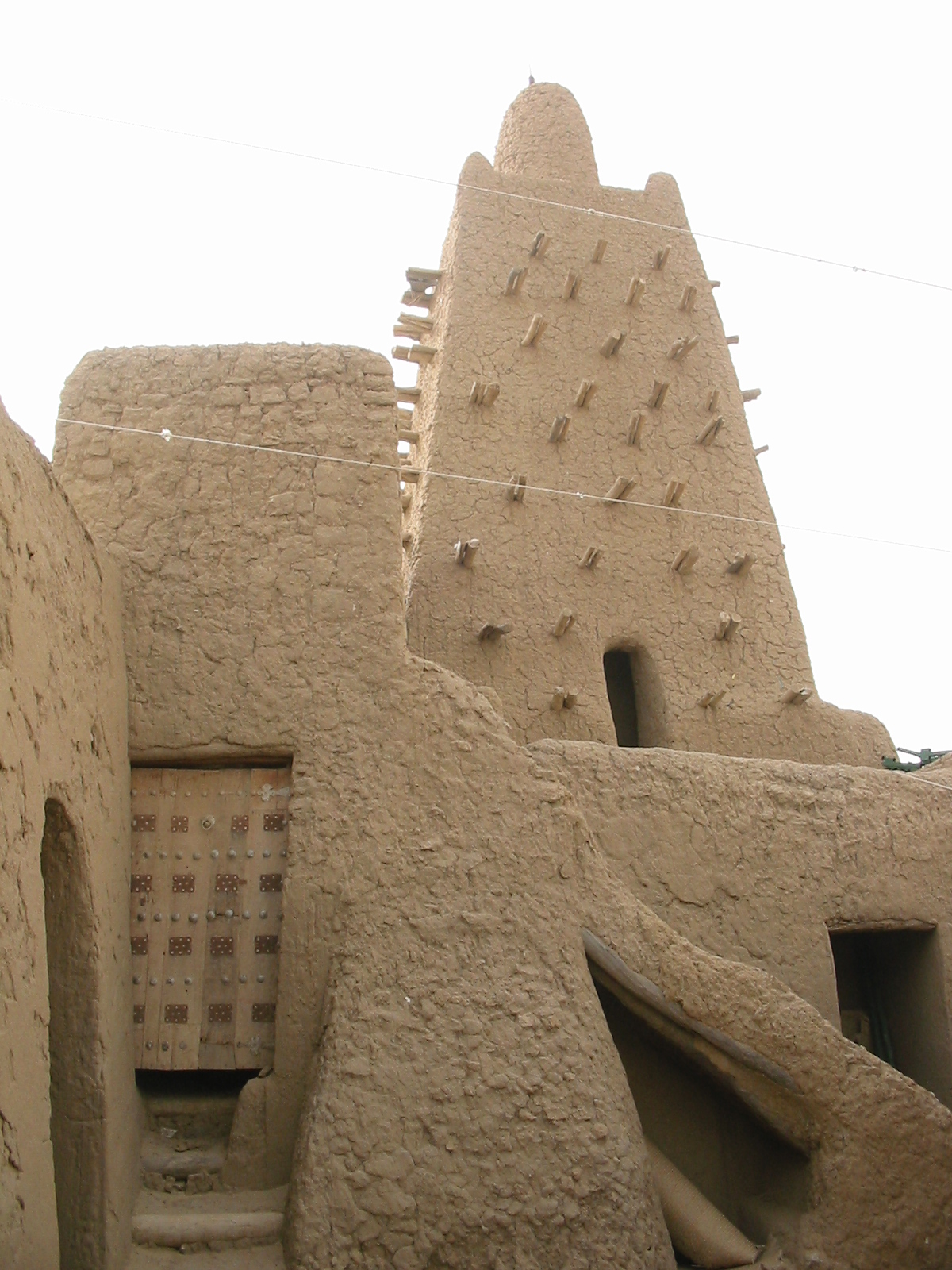
Mesquita de Djinguereber, em Tombuctu, construída por Mansa Mussa

## Legado
O Império do Mali teve um efeito enorme no desenvolvimento das sociedades da África Ocidental, mesmo bem depois do seu auge. Sua expansão espalhou a cultura Mande e as línguas mandingas da foz do rio Gâmbia até o que é hoje Burquina Fasso e, particularmente por meio dos comerciantes diúlas, do circuito do Níger para os centros comerciais na costa sul. Por toda esta região, instituições políticas com estruturas e terminologia malienses sobreviveram ao período colonial e além.